# Ensenada Echeverry
Die Ensenada Echeverry (in Argentinien Ensenada Sarandí) ist eine Bucht im zentralen Westabschnitt der Nordküste der Doumer-Insel im Palmer-Archipel westlich der Antarktischen Halbinsel. Sie öffnet sich zum Neumayer-Kanal.
Chilenische Wissenschaftler benannten sie nach dem Meeresbiologen Héctor Echeverry, einem Teilnehmer der 5. Chilenischen Antarktisexpedition (1950–1951). Der Hintergrund der argentinischen Benennung ist nicht überliefert.